# The Love Bone Earth Affair
The Love Bone Earth Affair é um video caseiro da banda americana Mother Love Bone, lançado em 1993 através da PolyGram.

## Visão global
O vídeo caseiro tem características nunca antes vistas na filmagens de Mother Love Bone ao vivo no concerto combinada com entrevistas inéditas com o líder Andrew Wood, o baixista Jeff Ament, e o guitarrista Stone Gossard. O documentário aborda a formação da banda e sua eventual dissolução devido à morte de Wood. Além disso, os vídeos de "Stardog Champion" e "Holy Roller" estão incluídos. The Love Bone Earth Affair foi lançado somente em VHS, com nenhuma versão DVD disponível.

## Integrantes
Mother Love Bone
- Jeff Ament – Baixo, direção de arte
- Bruce Fairweather – Guitarra
- Greg Gilmore – Bateria
- Stone Gossard – Guitarra
- Andrew Wood – Vocal, Piano

Produção
- James Bland, Lance Mercer – Fotografia
- Adolfo Doring – Videoprofile
- Troy Smith – Direção
- Josh Taft – Direção e "Stardog Champion" video, Videoprofile
- Tim Taylor – editor

## Posições
| Gráfico (1993)     | Posição |
| ------------------ | ------- |
| - Top Music Videos | 13      |